# Chelonus fenestratus
Chelonus fenestratus är en stekelart som först beskrevs av Christian Gottfried Daniel Nees von Esenbeck 1816.  Chelonus fenestratus ingår i släktet Chelonus och familjen bracksteklar. Utöver nominatformen finns också underarten C. f. bimaculatus.